# Stogastulpis

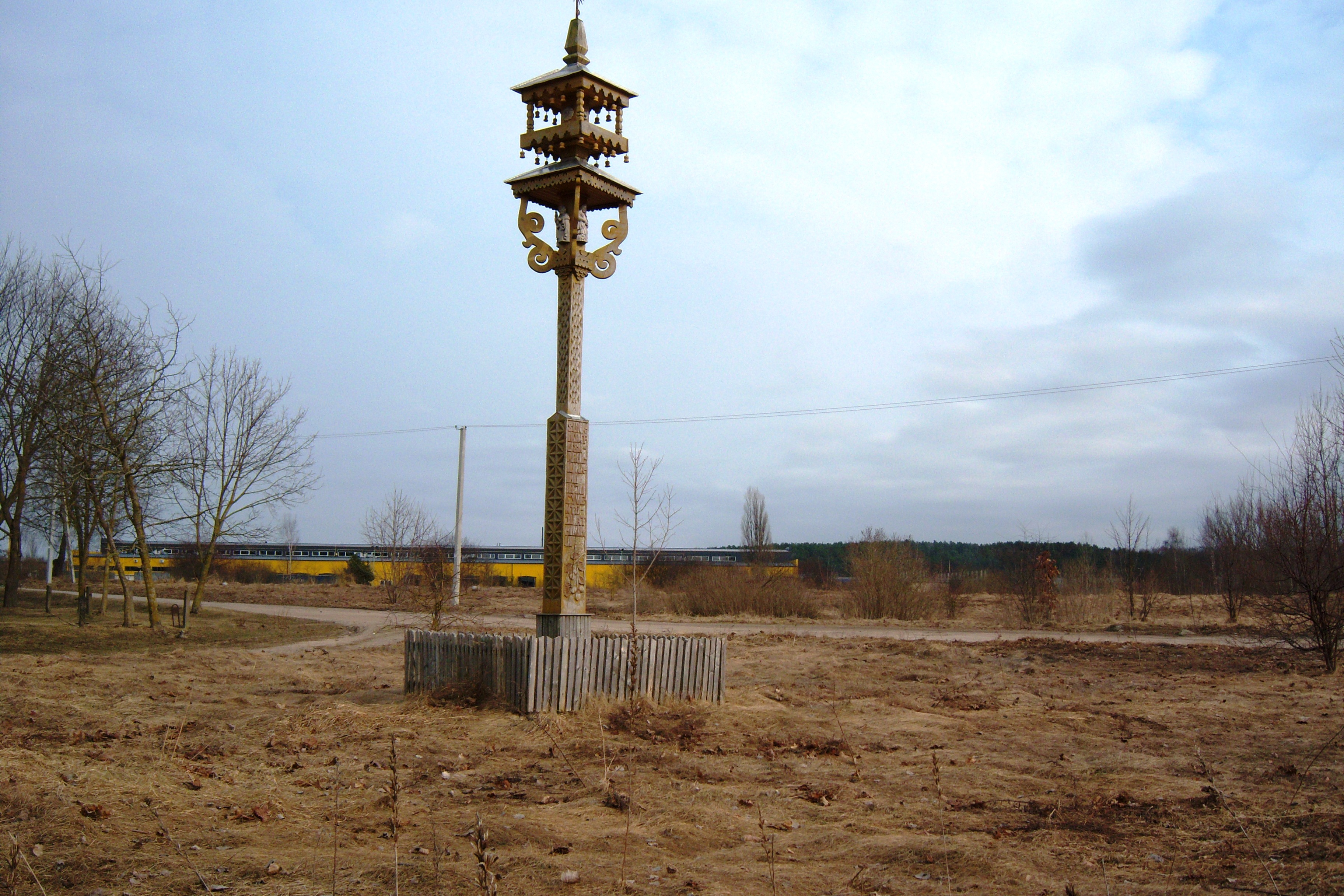
Stogastulpis în satul Skaruliai lângă Jonava.

Stogastulpis (plural - Stogastulpiai) sau Stâlp cu acoperiș este un altar tradițional lituanian din lemn. Numele, stogastulpis, este o combinație a două cuvinte lituaniene - stogas, care înseamnă acoperiș, și stulpas, care înseamnă stâlp. Stâlpii acoperișului pot avea de la unul până la trei straturi de acoperișuri stilizate. Stâlpii pot fi simpli sau bogat decorați. În zilele noastre cele mai frecvente ornamente sunt un amestec distinctiv de simbolism creștin și motive tradiționale solare, celești și din natură.  Stogastulpiai, împreună cu crucile lituaniene, sunt comune pe întreg teritoriul Lituaniei și pot fi găsite în biserici, în piețele satelor, în cimitire, în ferme, în parcuri, în câmpuri, în păduri și la intersecții. 